# José Luis Geresta Mujika
Pour les articles homonymes, voir Mujika.
José Luis Geresta Mujika, alias Oker ou Ttotto est un membre du commando Donosti de l'organisation ETA. Il a été accusé d'avoir pris part à l'assassinat du conseiller municipal du Parti Populaire Miguel Angel Blanco et du socialiste Fernando Múgica, pour lequel il a prêté un véhicule, ainsi que dans une participation pour le meurtre de la conseillère municipal du PP Elena Azpiroz.
En ce qui concerne le meurtre de Miguel Angel Blanco, survenu le 12 juillet 1997, pendant le jugement en juin 2006 contre García Gaztelu, Txapote, a accusé Geresta Mujika d'avoir maintenu les mains du conseiller tandis que Txapote l'exécutait et Amaia Irantzu Gallastegi, surveillait la zone dans une voiture garée dans les environs. L'assassinat a été commis dans une piste forestière proche de Lasarte.

## Polémique sur sa mort
Son cadavre a été trouvé à 6 h 30 le 20 mars 1999 avec un orifice de balle sur la tempe dans un terrain vague près du quartier de Zamalbide à Errenteria (Guipuscoa), seulement onze jours après la chute de deux autres membres du Commando Donosti. Avec le corps on a trouvé un pistolet Astra de calibre 6.35. On a initialement cru que le pistolet qui avait été trouvé avec le cadavre de Geresta était de calibre 22, le même que celui de l'arme utilisée pour assassiner le conseiller municipal Miguel Ángel Blanco, hypothèse qui a été écartée en vérifiant qu'il s'agissait d'un pistolet de calibre inférieur. Ce pistolet n'avait pas été utilisé lors des attentats et on ne connaît pas de précédents dans lesquels ETA eut employé des pistolets 6.35. Ce décès a été initialement qualifié de suicide par des sources policières et judiciaires.
Toutefois, des sources proches d'ETA ont qualifié la mort de Geresta de meurtre, après avoir su que le pistolet se trouvait sur le côté gauche du cadavre (Geresta était droitier et l'orifice d'entrée de la balle se trouvait précisément sur sa tempe droite) et que, après sa mort, on lui avaient extrait deux molaires. Ce fait pourrait être en rapport avec les soupçons de ses compagnons dans la clandestinité, qui, peu avant sa mort, sur la possible implantation d'une puce de localisation dans sa denture par des agents de l'État espagnol. Cela remit à jour le sujet récurrent de la torture policière. Il pourrait s'agir d'un cas de plus de cette pratique de cas, cette pose se serait effectuée Geresta étant encore vivant pendant l'opération ou, plus probablement, d'une action de guerre psychologique en vue de produire de la peur et de la paranoïa, et de manière plus ou moins fondée, ils seraient identifiés avec le décédé.
José Antonio Sáenz Santamaría, ex-militaire et conseiller contre le terrorisme du ministre de l'Intérieur socialiste entre 1986 et 1996, a encadré la mort de Geresta dans la "guerre sale", dans une entrevue publiée par le journal "La Razón" le 19 novembre 2001.
La mairie de Zizurkil au Guipuscoa, régi par la coalition PNV-EA a approuvé une motion avec le vote en faveur d'Herri Batasuna dans lequel on affirmait qu'il était suspect d'être un nouvel épisode de la guerre sale utilisée par l'État espagnol.
Le porte-parole de Herri Batasuna, Joseba Permach, a aussi dit à ce moment-là que la mort de José Luis Geresta faisait partie d'un épisode de la guerre sale orchestrée par les forces de sécurité de l'État, avec d'autres cas récents comme ceux de Josu Zabala, alias Basajaun (suicidé en 1997) et Xavier Galparsoro, alias Anuk (mort en 1993 en sautant par la fenêtre du quartier général de Police de Bilbao).
Ce décès a été un des facteurs déterminants qu'a cités ETA pour mettre fin à la trêve qu'elle observait jusqu'alors.

## Polémiques après sa mort
La Mairie de Cizúrquil, régi par la gauche abertzale a décidé après son décès de mettre le nom de José Luis Geresta Mujika à une place de la localité. On a aussi appelé une autre place avec le nom de Joxi Arregi, autre terroriste de la localité voisine. Après deux dénonciations de victimes du terrorisme devant l'Audiencia Nacional une séance plénière de la mairie, qui s'est tenue portes closes et avec une forte présence policière le 14 avril 2008 a révoqué les deux noms. Ont voté à faveur tous les partis avec une représentation dans l'hôtel de ville. Action Nationaliste Basque ne comptait aucun conseiller municipal pour avoir été ses listes illégales avant les élections municipales. Bien que le vote nul réclamé par cette formation qui est majoritaire dans la localité. Comme fait collatéral le vote en faveur du conseiller municipal de l'Ezker Batua-Aralar, qui appartenait à la première formation provoqua la rupture de cette coalition dans la commune.

### Sources et bibliographie
- (es) Cet article est partiellement ou en totalité issu de l’article de Wikipédia en espagnol intitulé « José Luis Geresta Mujika » (voir la liste des auteurs).
- (fr) Jean Chalvidant, ETA : L'enquête, éd. Cheminements, coll. « Part de Vérité », octobre 2003, 426 p. (ISBN 978-2-84478-229-8)
- (fr) Jacques Massey, ETA : Histoire secrète d'une guerre de cent ans, Paris, Flammarion, coll. « EnQuête », février 2010, 386 p. (ISBN 978-2-08-120845-2)